# احرار الشام
جنبش اسلامی احرار الشام (به عربی: حركة أحرار الشام الإسلامية) سازمانی شامل گروه‌های نظامی اسلامی و سلفی است که با حکومت بشار اسد در حال مبارزه مسلحانه است. این گروه در مناطق مختلف سوریه به خصوص در استان‌های ادلب، حلب و ریف دمشق مشغول نبرد در جنگ داخلی سوریه است. این گروه علاوه بر آنکه نیرومندترین عضو ائتلاف جبهه اسلامی (سوریه) است، رهبری ائتلاف جبهه اسلامی را نیز برعهده دارد. جنبش اسلامی احرار الشام در سال ۲۰۱۳ به عنوان دومین گروه قدرتمند و اثرگذار در میان اپوزیسیون، پس از ارتش آزاد سوریه شناخته می‌شد.

## تاریخچه
تشکیل این گروه به مارس-مه ۲۰۱۱ درست پس از انقلاب مصر برمی‌گردد که تعدادی از زندانیان اسلام‌گرا با عفو عمومی حکومت سوریه آزاد شدند. بنا بر گزارش سازمان‌های اطلاعاتی آمریکا، تعدادی از اعضای القاعده که از زندان‌های حکومت سوریه آزاد شدند، قادر به تأثیرگذاری بر روی عملیات‌های این گروه و همچنین تأثیرگذاری در رده‌های بالای تصمیم‌گیری این گروه هستند. فرماندهی این گروه برعهده دکتر حسان عبود بود که به طور مرموزی همراه ابوخالد سوری (نماینده ایمن الظواهری رهبر سازمان تروریستی القاعده در سوریه) و بسیاری دیگر از کادر فرماندهی این گروه کشته شدند. احرار الشام رابطه تنگاتنگی با سازمان تروریستی القاعده دارد این گروه در سال ۲۰۱۳ حدود ۸۳ یگان در نقاط مختلف سوریه داشته است. احرار الشام با گروه‌های سکولار حاضر در سوریه همکاری می‌کند. این گروه قبلاً نقش عمده‌ای را در ائتلاف جیش‌الفتح که در استان‌های ادلب و حلب فعال هستند بازی می‌کرد اما بعد از آن به عضویت جبهه تحریر سوریه درآمد. با وجود همکاری احرار الشام با سایر گروه‌ها، این جنبش، رهبری و سازمان منحصر به خود را داراست. گفته می‌شود: این گروه علاوه بر چاپ و نشر رساله‌های مذهبی، خدمات بشردوستانه نیز به انجمن‌ها ارائه می‌دهد.